# Loubillé
Loubillé – miejscowość i gmina we Francji, w regionie Nowa Akwitania, w departamencie Deux-Sèvres.
Według danych na rok 1990 gminę zamieszkiwały 354 osoby, a gęstość zaludnienia wynosiła 17 osób/km² (wśród 1467 gmin regionu Poitou-Charentes Loubillé plasuje się na 668. miejscu pod względem liczby ludności, natomiast pod względem powierzchni na miejscu 372.).